# Vicente Romero Sánchez
Vicente Romero Sánchez (Sevilla, 4 de febrero de 1969) es un actor español.

## Biografía
Vicente Romero cursa estudios de interpretación actoral, danza y dirección escénica, y sus primeros trabajos tienen lugar sobre las tablas de un escenario. En el año 2001 tiene lugar su debut televisivo en la serie de Telecinco Hospital Central, con su participación en un único capítulo y a partir de ahí le fueron sucediendo las oportunidades en series como Policías, en el corazón de la calle, El comisario o Padre Coraje.
Debutó en cine en Las horas del día (Jaime Rosales), 2003 y posteriormente ha participado en títulos como El resultado de la vida (2002), Necesidades (2003) y Horas de luz. 
En 2003 recibió el premio al actor revelación de la Unión de Actores por su papel en la miniserie para televisión Padre Coraje.
Después, ha participado en el rodaje de filmes como 7 vírgenes, de Alberto Rodríguez, Horas de luz, de Manolo Matjí, y Las horas del día, de Jaime Rosales. Romero compagina sus trabajos en cine y televisión con su trayectoria teatral. Además, es guionista, profesor y percusionista con el grupo Boom-Band.

## Crítica
Carlos Boyero, crítico de cine del diario El País, lo cita (en octubre de 2010, dentro del suplemento cultural Babelia) dentro de los actores secundarios del cine español «tan excelsos, versátiles y verosímiles [...]». Al mes siguiente, Boyero, en una entrevista digital en el citado periódico, destaca sus papeles en Padre Coraje, Las horas del día, 7 vírgenes y Celda 211.

## Filmografía

### Cine

#### Largometrajes
| Año  | Título                    | Personaje        | Dirección                 |
| ---- | ------------------------- | ---------------- | ------------------------- |
| 2024 | El 47                     | Ortega           | Marcel Barrena            |
| 2021 | Cuidado con lo que deseas | Joaquín          | Fernando Colomo           |
| 2021 | Érase una vez en Euskadi  | Anselmo          | Manu Gómez                |
| 2019 | Intemperie                | El Triana        | Benito Zambrano           |
| 2019 | Adiós                     | Andrés Santos    | Paco Cabezas              |
| 2019 | Antes de la Quema         | Inspector Gómez  | Fernando Colomo           |
| 2018 | Tu hijo                   | Alberto          | Miguel Ángel Vivas        |
| 2018 | La sombra de la ley       | Inspector Rediú  | Dani de la Torre          |
| 2016 | Cuerpo de élite           | Sargento Pérez   | Joaquín Mazón             |
| 2016 | Secuestro                 | Carreño          | Mar Targarona             |
| 2015 | Asesinos inocentes        | Julián           | Gonzalo Bendala           |
| 2012 | The Pelayos               | Balón            | Eduard Cortés             |
| 2011 | Carne de neón             | Angelito         | Paco Cabezas              |
| 2010 | Entrelobos                | Hocicotocino     | Gerardo Olivares          |
| 2009 | También la lluvia         | Actor comandante | Icíar Bollaín             |
| 2009 | Celda 211                 | Tachuela         | Daniel Monzón             |
| 2008 | Granit                    |                  | Ezekiel Montes            |
| 2008 | 3 días                    | Marcial          | F. Javier Gutiérrez       |
| 2006 | La sombra de nadie        | Sergio           | Pablo Malo                |
| 2006 | La noche de los girasoles | Tomás            | Jorge Sánchez-Cabezudo    |
| 2006 | Niñ@s                     | Padre Miguel     | Alfredo Montero           |
| 2005 | 7 vírgenes                | Santacana        | Alberto Rodríguez Librero |
| 2004 | Horas de luz              | Morata           | Manolo Matji              |
| 2003 | Las horas del día         | Marcos           | Jaime Rosales             |

#### Cortometrajes
| Año  | Título                  | Personaje          | Dirección                         |
| ---- | ----------------------- | ------------------ | --------------------------------- |
| 2015 | La voz del agua         | Médico             | Álvaro Elías                      |
| 2009 | Burbuja                 | Horte              | Pedro Casablanc, Gabriel Olivares |
| 2008 | La espera               | Hombre 1           | Carlos Agulló                     |
| 2006 | Tocata y fuga           | Cliente gasolinera | Alex O'Dogherty                   |
| 2006 | Palomita mía            | Pimiento           | Jorge Laplace                     |
| 2006 | Yo                      | Alejandro          | Nano Alonso                       |
| 2005 | Carne de neón           | Angelito           | Paco Cabezas                      |
| 2004 | Necesidades             | Él                 | Paco R. Baños                     |
| 2004 | Días rojos              | Bicho              | Gonzalo Benzala                   |
| 2002 | El resultado de la vida | Manuel             | Álvaro Begines                    |

### Televisión

#### Series de televisión
| Año         | Título                              | Personaje                       | Canal       |
| ----------- | ----------------------------------- | ------------------------------- | ----------- |
| 2022 - 2023 | Express                             | Santiago Roldán                 | Prime Video |
| 2022        | La novia gitana                     | Rodrigo Orduño                  | Antena 3    |
| 2020        | El ministerio del tiempo            | Emilio Herrera                  | La 1        |
| 2019        | Malaka                              | Joaquín "Quino" Romero          | La 1        |
| 2018        | Mambo                               | Representante                   | RTVE Play   |
| 2017        | Tiempos de guerra                   | Comandante Silva                | Antena 3    |
| 2015 - 2016 | Bajo sospecha                       | Rafael Vidal                    | Antena 3    |
| 2012 - 2014 | Con el culo al aire                 | José María Gil "Chema"          | Antena 3    |
| 2011; 2018  | 14 de abril. La República           | Paco el Rubio                   | La 1        |
| 2011        | Crematorio                          | Sarcós                          | Canal +     |
| 2009        | La que se avecina                   | Carlos                          | Telecinco   |
| 2009        | Hermanos & detectives               |                                 | Telecinco   |
| 2008        | Sin tetas no hay paraíso            | El Fati                         | Telecinco   |
| 2007        | Génesis, en la mente del asesino    | Bernardo Laza / Adrián Expósito | Cuatro      |
| 2007        | Cuenta atrás                        | Joaquín                         | Cuatro      |
| 2006        | Estudio 1                           | El Pelirrojo                    | La 1        |
| 2005        | Maneras de sobrevivir               | Zacarías                        | Telecinco   |
| 2005        | Aída                                | Padre de Dani                   | Telecinco   |
| 2002        | Padre Coraje                        | Manuel Maqueda                  | Antena 3    |
| 2002        | Policías, en el corazón de la calle | Asesino                         | Antena 3    |
| 2002        | El Comisario                        | Sospechoso                      | Telecinco   |
| 2001        | Periodistas                         | Bermejo                         | Telecinco   |
| 2001        | Hospital Central                    |                                 | Telecinco   |

#### TV Movies
| Año  | Título            | Personaje | Dirección     |
| ---- | ----------------- | --------- | ------------- |
| 2008 | El viaje vertical | Pablo     | Ona Planas    |
| 2003 | Carta mortal      | Miguel    | Eduard Cortés |

### Teatro
- El día del padre (2007). La protagonizó con Aitor Mazo, Javier Martín y Víctor Ullate.
- Cancún (2015)
- Losers (2016). La protagonizó con María Pujalte. Comedia de Marta Buchaca dirigida por Guillem Clua.
- El crédito (2017). La protagonizó con Antonio Pagudo. Dirigida por Gabriel Olivares.
- El método Grönholm (2020).[5]

## Premios
Premios de la Unión de Actores
| Año  | Categoría              | Serie        | Resultado |
| ---- | ---------------------- | ------------ | --------- |
| 2002 | Mejor actor revelación | Padre Coraje | Ganador   |